# Subspace
Im Kontext von BDSM bezeichnet Subspace eine Zustandsveränderung des Bewusstseins, die der empfangende Partner (Sub oder Bottom) während einer Spielszene erfahren kann und die wegen ihrer Rauschähnlichkeit beliebt ist. Eine andere Bezeichnung dafür ist „Fliegen“.
Dieser Ekstasezustand lässt sich auf zweierlei Weisen erklären. Sieht man ebenso wie beim so genannten Lustschmerz den erfahrenen Schmerz im Vordergrund, so lässt er sich als schmerzinduzierte Trance verstehen. Dabei spielen vermutlich die bei körperlichen Schmerzen ausgeschütteten Endorphine (körpereigene Opioide) und der erhöhte Adrenalinspiegel eine wichtige biochemische Rolle. 
Neben den körperlichen sind je nach Person und Spiel (z. B. bei Fesselungs- und Rollenspielen) auch psychische Aspekte am Subspace beteiligt: z. B. das Auskosten der Erfahrung, für begrenzte Zeit alle Macht abzugeben und dem Partner vollkommen wehrlos ausgeliefert zu sein. Viele Bottoms/Subs tauchen während der Spielszene gezielt möglichst tief in die Spiel-/Phantasiewelt ein. 
Ist der Zustand des Subspace erreicht, so kann ein einfühlsamer Top das Spiel für eine Weile pausieren und den Sub in der Schwebe lassen, damit dieser das Gefühl und die Rückkehr aus dem Subspace voll auskosten kann.
Gelegentlich wird berichtet, dass auch Tops einen „Topspace“ erfahren können; entweder, indem sie sich sehr intensiv in die Spielszene hineinversetzen, oder indem sie gefühlsmäßig mit dem Bottom verschmelzen und dessen Subspace miterleben.